# راتسرت
راتسرت (به آلمانی: Ratzert) یک شهر در آلمان است که در نویوید واقع شده‌است. راتسرت ۲۲۶ نفر جمعیت دارد.